# 扎利比夫卡
50°22′3″N 25°57′10″E / 50.36750°N 25.95278°E
扎利比夫卡（烏克蘭語：Залібівка），是烏克蘭西北部的村莊，隸屬里夫內州的里夫內區。該村面積6.2平方公里，海拔高度325米，2001年人口188，人口密度每平方公里30.2人。